# Église Notre-Dame-du-Château de Felletin
Pour les articles homonymes, voir Église Notre-Dame.
L'église Notre-Dame-du-Château est une église catholique située à Felletin, dans le département de la Creuse, en France.

## Historique
L'église Notre-Dame-du-Château est une des belles œuvres du gothique limousin. L'église a été construite à la demande des prêtres communalistes de la paroisse de Beaumont, près du second château de Felletin. Celle-ci était la paroisse la plus importante de Felletin. Cette communauté ayant comporté dix prêtres était riche.

On possède une copie d'une lettre de 1478 de Pierre de Bourbon, comte de la Marche depuis 1477, à son sénéchal et ses officiers rappelant les conditions de construction d'une nouvelle église en plus de l'église Saint-Blaise se trouvant hors les murs que 

« [les desservants] feraient volontiers édifier et bâtir dedans notre ville de Felletin en aucun lieu convenable une chapelle, à laquelle ils ont intention de faire unir à ladite église de Beaumont, mais ils doutent que, si ils [sic] n'avaient sur ce congé de nous, vous ou autres de nos officiers leur voulussent sur ce donner empêchement. »

L'homogénéité de l'église montre qu'elle a été construite rapidement. La création d'une vicairie à l'autel Saint-Michel en 1470 semble montrer que les fondations de l'église ont pu être commencées avant la lettre de Pierre de Bourbon.
Les seules adjonctions récentes ont été les deux chapelles plus basses faites sur les pans droits du chœur. Celle du nord est devenue la sacristie. Celle du sud a disparu.
On ne connaît pas la date d'achèvement de l'église, même si un testament de 1512 précise qu'une messe doit être dite dans une chapelle latérale et d'un don au «bâtiment et fabrique».
Des travaux de réparation ont dû être faits comme le prouvent la date de 1553 pour la clef de voûte occidentale et 1892 sur la clef orientale.
L'église a été associée au collège fondé en 1589 et devenu collège des jésuites au XVIe siècle. Ce collège a été rebâti en 1824-1825 pour devenir le petit séminaire.
Le service paroissial a été supprimé en 1839. L'église du moutier était devenue l'église principale de Felletin alors que l'église Notre-Dame «pouvait contenir le double des fidèles».
L'édifice est classé au titre des monuments historiques le 9 août 1930.

Vues de l'église
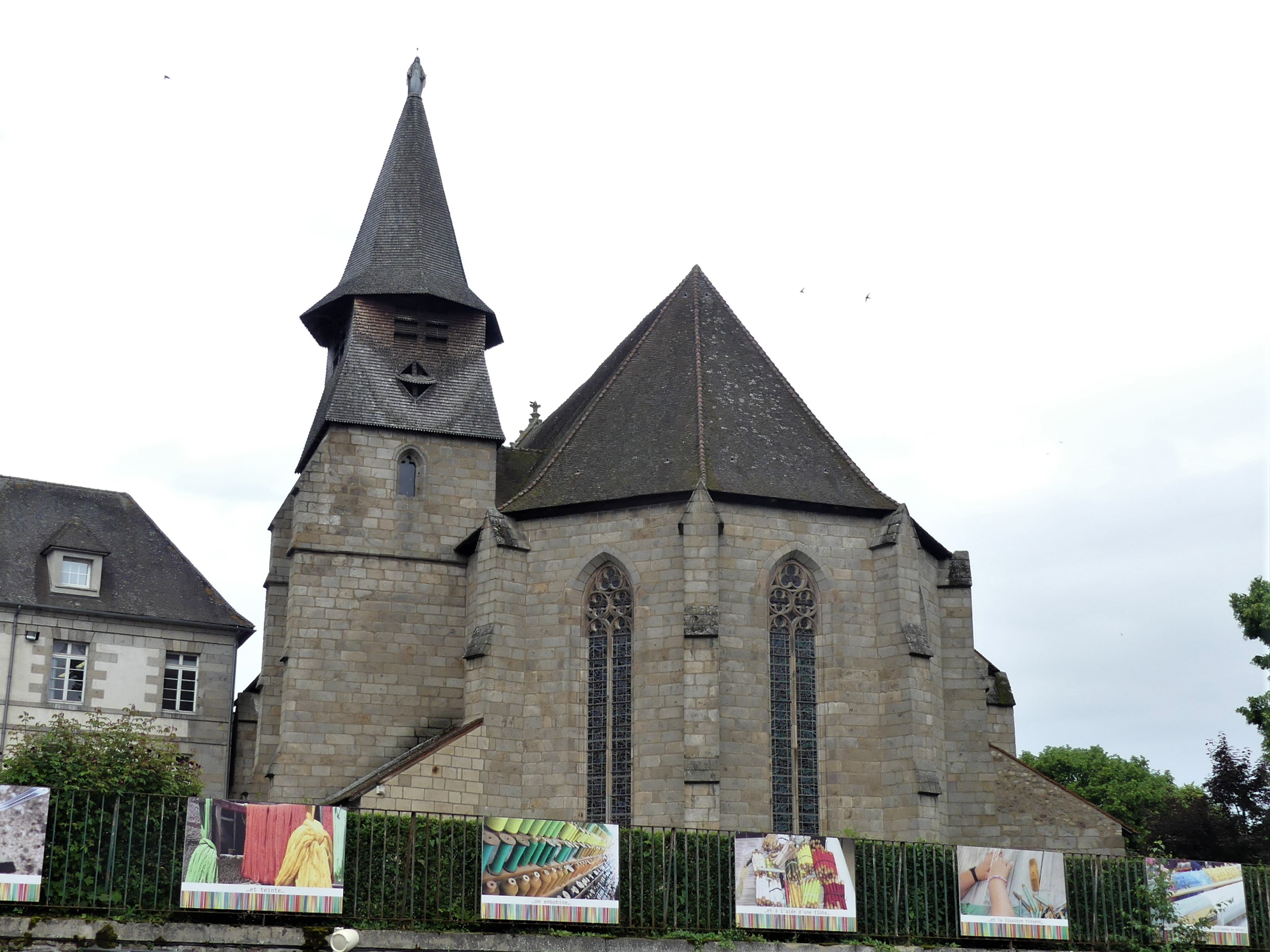
Le clocher et le chevet.
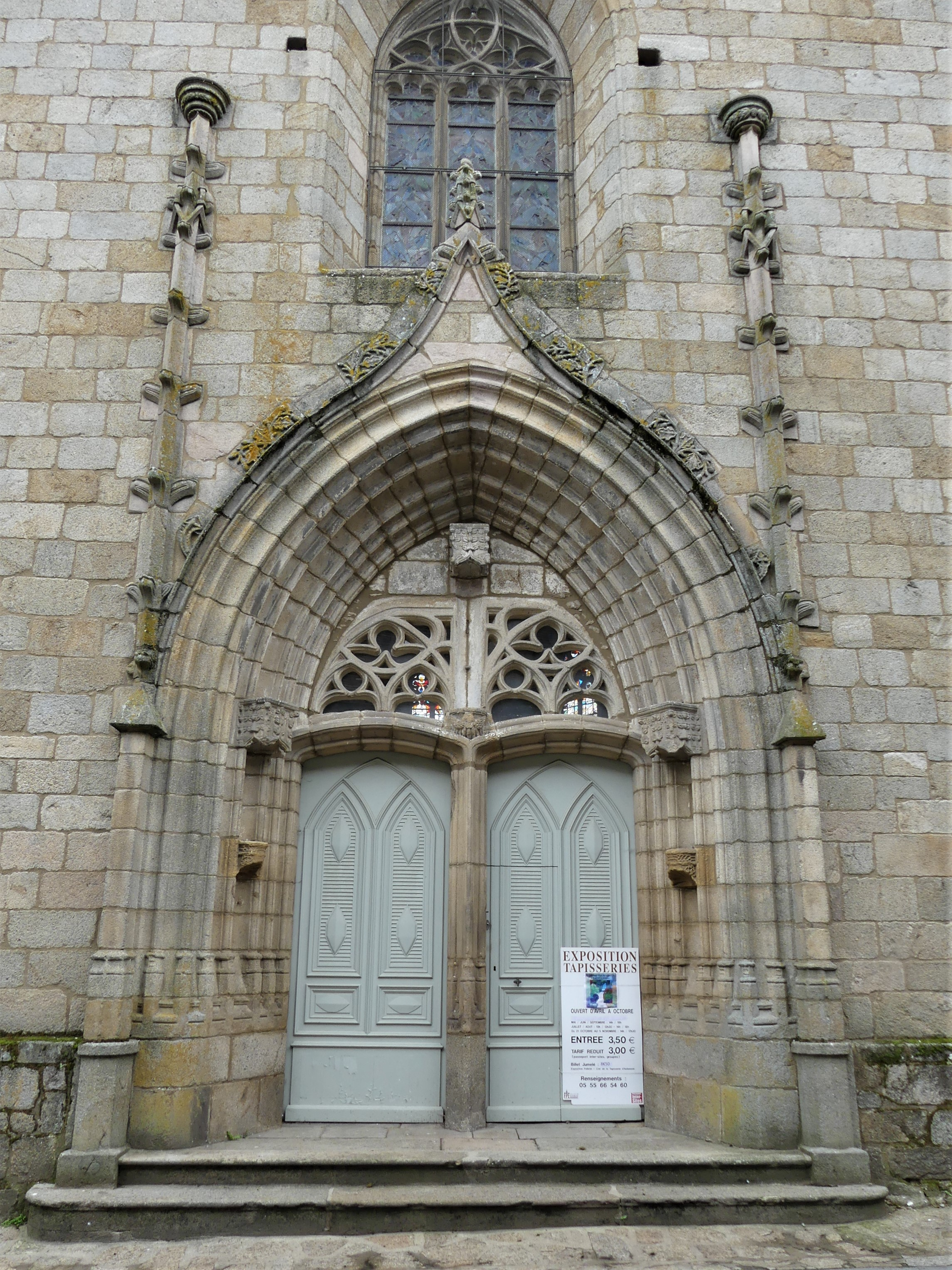
Le portail.
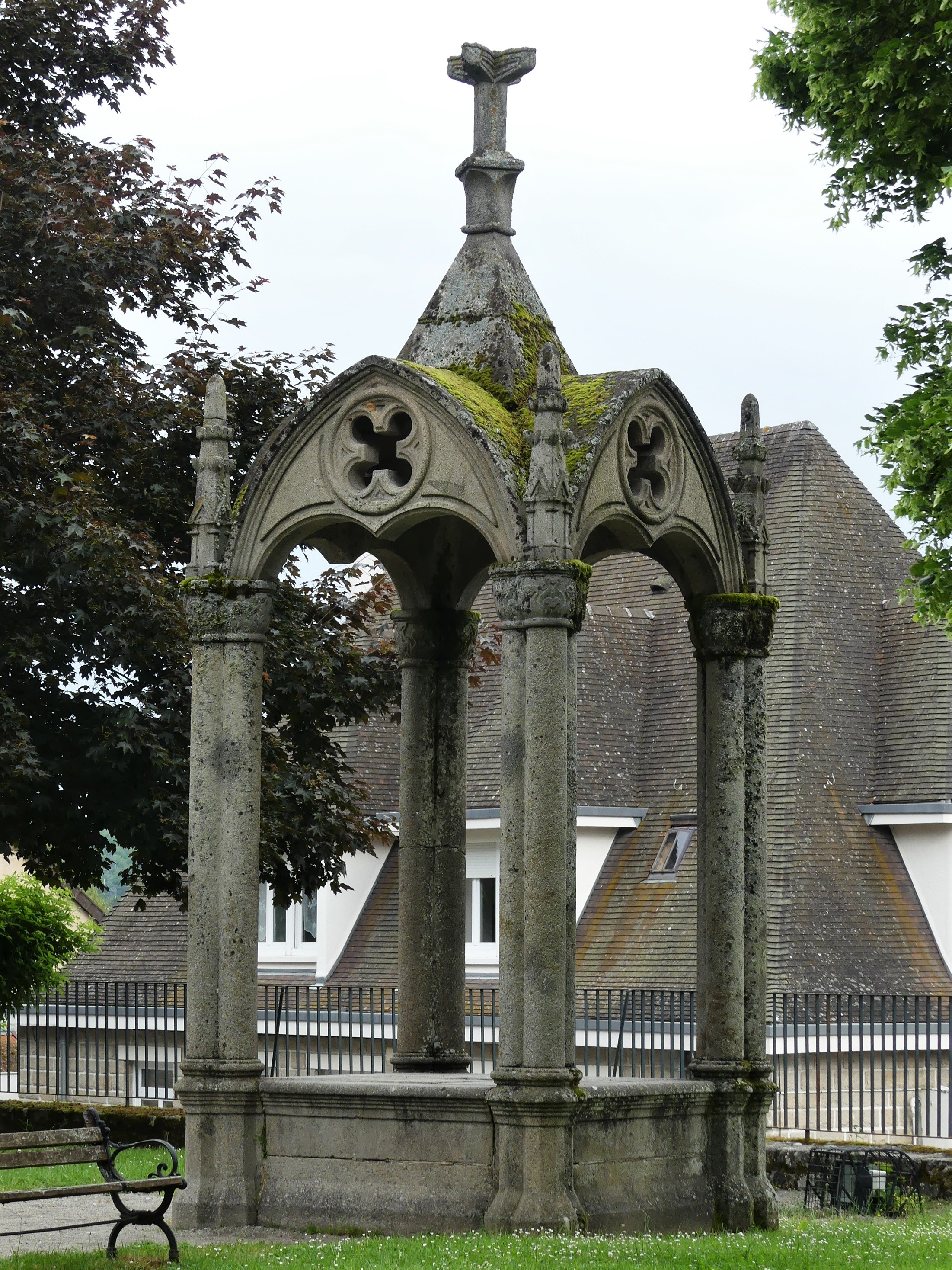
Structure dans le jardin de l'église.